# Angelique Etoile
Pour les séries animées et drama CD tirés du jeu, ainsi que pour les autres jeux de la série, voir Angelique (série).
 (mars 2020).
Si vous disposez d'ouvrages ou d'articles de référence ou si vous connaissez des sites web de qualité traitant du thème abordé ici, merci de compléter l'article en donnant les références utiles à sa vérifiabilité et en les liant à la section « Notes et références ».
Angelique Etoile (アンジェリーク エトワール, du français « Angélique étoile ») est un jeu vidéo japonais de simulation de drague de la franchise Angelique, sorti en 2003.

## Présentation
Le jeu est développé par Ruby Party pour Koei. Il sort uniquement au Japon, d'abord le 19 décembre 2003 sur PC Windows au format CD-Rom, puis le 16 septembre 2004 sur PlayStation 2 au format DVD-Rom (version qui sera rééditée à bas prix le 27 décembre 2007). C'est le quatrième jeu de la série régulière Angelique, suite des jeux Angelique de 1994, Angelique Special 2 de 1996, et Angelique Trois de 2000 ; d'autre jeux dérivés de la franchise sont cependant sortis entre-temps : Aizōhen Angelique Trois et Fushigi no Kuni no Angelique en 2002. Il reste le dernier jeu de la série régulière, la franchise étant relancée en 2006 sous le nom Neo Angelique avec de nouveaux personnages.
Le jeu est destiné à un public féminin, toujours réalisé d'après des dessins de la shojo mangaka Kairi Yura, et contient des éléments de fantasy, d'aventures, de stratégie et de romantisme. Il reprend les personnages des jeux précédents, avec une mécanique de jeu plus évoluée, mais le personnage principal est une nouvelle héroïne appelée Ange, entourée de neuf nouveaux gardiens.

## Histoire
La reine Angelique révèle à la jeune Ange qu'elle est l'"étoile légendaire" destinée à sauver le monde, et lui demande de recruter de nouveaux gardiens pour l'aider dans sa tâche...